# Hans-Peter Tschudi

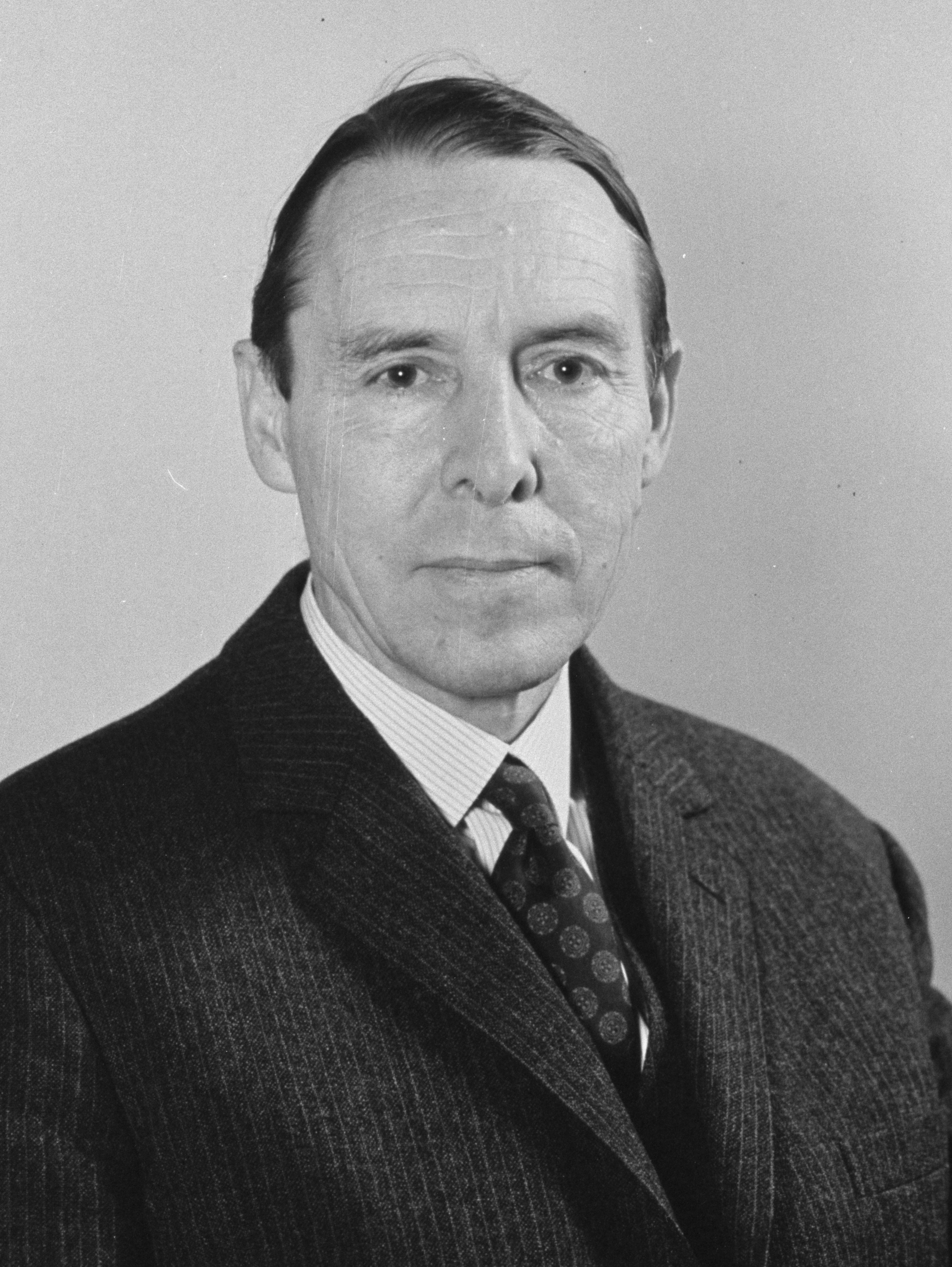
Hans-Peter Tschudi

Hans-Peter Tschudi (* 22. Oktober 1913 in Basel; † 30. September 2002 ebenda; heimatberechtigt ebenda und in Schwanden GL) war ein Schweizer Politiker (SP) aus dem Kanton Basel-Stadt. Als Bundesrat war er Innenminister und bekleidete zweimal das Amt des Bundespräsidenten.

## Leben

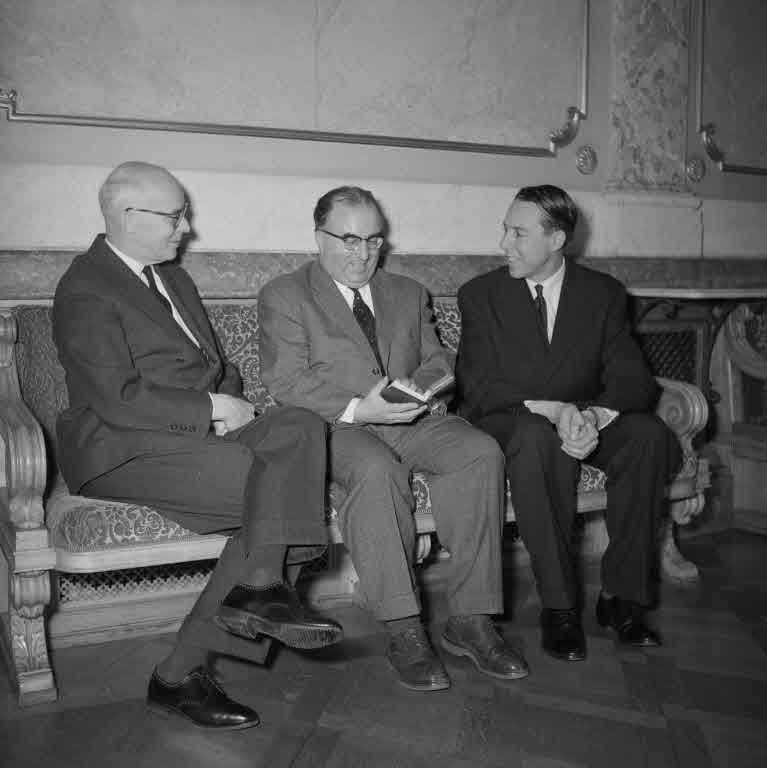
Bundesrat Willy Spühler, Nationalrat Rudolf Welter und Bundesrat Hans-Peter Tschudi (von links nach rechts)

Hans-Peter Tschudi (zweiter von links) beim Bundesratsreisli 1972 mit seinen Bundesratskollegen

Hans-Peter Tschudi wurde 1913 in Basel als erster von zwei Söhnen des Reallehrers und SP-Grossrats Robert Tschudi geboren. Er entstammt einem alten Glarner Adelsgeschlecht. Tschudi war daher in Schwanden und Basel heimatberechtigt. Er wuchs in Basel auf, wo er das Humanistische Gymnasium besuchte und 1932 die Matura ablegte. Danach studierte er Rechtswissenschaften an der Universität Basel und an der Sorbonne in Paris. 1938 wählte ihn der Basler Regierungsrat zum Gewerbeinspektor, 1952 wurde er ausserordentlicher Professor für Arbeits- und Sozialversicherungsrecht an der Universität Basel.
Seine politische Laufbahn führte ihn 1944 in den Grossen Rat, 1953 in den Regierungsrat, 1956 in den Ständerat und 1959 schliesslich in den Bundesrat. Nach seiner Amtszeit als Bundesrat nahm er seine Lehrtätigkeit als Professor wieder auf (bis 1983) und engagierte sich in verschiedenen gemeinnützigen oder humanitären Organisationen, so zum Beispiel beim Internationalen Komitee vom Roten Kreuz.

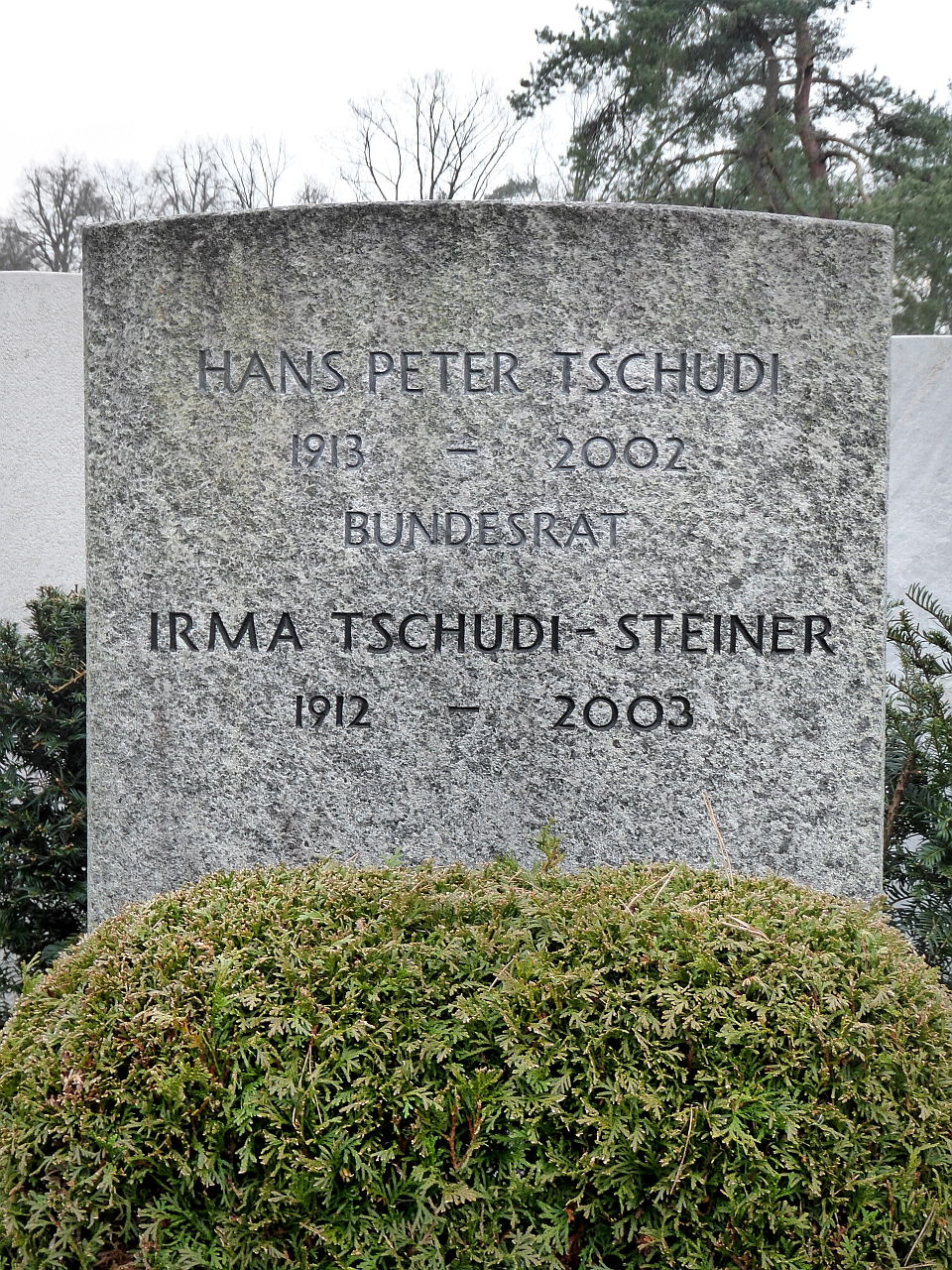
Grab auf dem Friedhof am Hörnli, Riehen, Basel-Stadt

Hans-Peter Tschudi war ab 1952 mit der Pharmazeutin und Medizinerin Irma Tschudi, geb. Steiner, verheiratet. Sein jüngerer Bruder war der erste Basler Industriepfarrer Felix Tschudi. Dessen Sohn  Hans Martin Tschudi wurde Regierungsrat des Kantons Basel-Stadt.
Nach seinem Tod wurde im Basler Stadtteil St. Johann ein Park nach ihm benannt.

## Arbeit als Bundesrat
Die SP schlug am 17. Dezember 1959 bei der Begründung der Zauberformel den Schaffhauser Nationalrat Walther Bringolf für die Wahl in den Bundesrat vor. Stattdessen wurde im dritten Wahlgang Hans-Peter Tschudi gewählt, da er als gemässigter galt. Während seiner ganzen Amtszeit stand er dem Departement des Innern vor. Er war Bundespräsident in den Jahren 1965 und 1970 und Vizepräsident in den Jahren 1964 und 1969. Per 31. Dezember 1973 trat er zurück. 
Tschudi wird oft als «Vater der AHV» bezeichnet, weil er die nach einer Volksabstimmung 1947 unter Bundesrat Walther Stampfli eingeführte AHV wesentlich ausbaute. Er war ausserdem für wichtige Weiterentwicklungen der Sozialwerke wie das Drei-Säulen-System (1972) und die Ergänzungsleistungen (1965) verantwortlich. Ebenfalls setzte er sich stark für die Hochschulförderung ein. Während seiner Amtszeit übernahm der Bund die École polytechnique fédérale de Lausanne. Im März 1973 stimmte das Volk für einen von Tschudi vertretenen Bildungsartikel in der Bundesverfassung, die Stände lehnten diesen jedoch ab. Zwei Monate später wurde die von ihm begleitete Aufhebung der konfessionellen Ausnahmeartikel von Volk und Ständen angenommen.
Sein rasches Vorgehen beim Ausbau der Sozialwerke dank der Hochkonjunktur der 1960er-Jahre wurde bekannt unter dem Schlagwort «Tschudi-Tempo».

## Wahlergebnisse in der Bundesversammlung
- 1959: Wahl in den Bundesrat mit 129 Stimmen (absolutes Mehr: 116 Stimmen)
- 1963: Wiederwahl als Bundesrat mit 190 Stimmen (absolutes Mehr: 103 Stimmen)
- 1963: Wahl zum Vizepräsidenten des Bundesrates mit 161 Stimmen (absolutes Mehr: 92 Stimmen)
- 1964: Wahl zum Bundespräsidenten mit 200 Stimmen (absolutes Mehr: 105 Stimmen)
- 1967: Wiederwahl als Bundesrat mit 171 Stimmen (absolutes Mehr: 96 Stimmen)
- 1968: Wahl zum Vizepräsidenten des Bundesrates mit 168 Stimmen (absolutes Mehr: 90 Stimmen)
- 1969: Wahl zum Bundespräsidenten mit 213 Stimmen (absolutes Mehr: 108 Stimmen)
- 1971: Wiederwahl als Bundesrat mit 220 Stimmen (absolutes Mehr: 116 Stimmen)